# Радев, Боян
Боян Александров Радев (болг. Боян Александров Радев); 25 февраля 1942, Перник, Болгария — болгарский борец греко-римского стиля, первый в истории Болгарии двукратный олимпийский чемпион, чемпион мира, призёр чемпионата Европы. Герой Социалистического Труда Болгарии. Заслуженный мастер спорта Болгарии.

## Биография
Родился в селе Мошино (ныне часть города Перника). Будучи несовершеннолетним трудился на добыче угля в шахтах, где и был обнаружен селекционерами.
В 1962 году завоевал звание чемпиона мира.
На летних Олимпийских играх 1964 года в Токио боролся в категории до 97 кг (полутяжёлый вес). Выбывание из турнира проходило по мере накопления штрафных баллов. За чистую победу штрафные баллы не начислялись, за победу по очками при любом соотношении голосов начислялся 1 штрафной балл, любое поражение по очкам каралось 3 штрафными баллами, чистое поражение - 4 штрафными баллами. В схватке могла быть зафиксирована ничья, тогда каждому из борцов начислялись 2 штрафных балла. Если борец набирал 6 или более штрафных баллов, он выбывал из турнира.
Титул оспаривали 18 человек. Для Бояна Радева всё складывалось удачно: в первой схватке его соперник был снят со схватки ввиду нарушения им правил борьбы, во второй он в течение минуты тушировал аутсайдера из Южной Кореи, в третьей встрече его соперник был вынужден отказаться от продолжения борьбы. Таким образом, Боян Радев без штрафных баллов и сохранив силы, подошёл к схваткам с конкурентами, и победив в них, стал олимпийским чемпионом.
| Круг | Соперник           | Страна                    | Результат | Основание                                             | Время схватки |
| ---- | ------------------ | ------------------------- | --------- | ----------------------------------------------------- | ------------- |
| 1    | Пэт Ловелл         | Соединённые Штаты Америки | Победа    | Ввиду нарушения правил соперником (0 штрафных баллов) | -             |
| 2    | Кан Ду Ман         | Республика Корея          | Победа    | Туше (0 штрафных баллов)                              | 0:57          |
| 3    | Аймо Мяенпяя       | Финляндия                 | Победа    | Отказ от продолжения (0 штрафных баллов)              | -             |
| 4    | Гиязеттдин Ылмаз   | Турция                    | Победа    | По очкам (1 штрафной балл)                            | -             |
| 5    | Николае Мартинеску | Румыния                   | Победа    | По очкам (1 штрафной балл)                            | -             |

В 1966 году вновь стал чемпионом мира, а в 1967 году остался только вторым. В 1968 году также стал серебряным призёром чемпионата Европы.
На летних Олимпийских играх 1968 года в Мехико вновь боролся в категории до 97 кг (полутяжёлый вес). Регламент турнира остался прежним, но начисление штрафных баллов несколько изменилось. Как и прежде, за чистую победу штрафные баллы не начислялись, за победу за явным преимуществом начислялось 0,5 штрафных балла, за победу по очкам 1 штрафной балл, за ничью 2 или 2,5 штрафных балла, за поражение по очкам 3 балла, поражение за явным преимуществом 3,5 балла, чистое поражение — 4 балла. Борец, набравший 6 баллов из турнира выбывал. Титул оспаривали 16 человек. И вновь для Бояна Радева всё складывалось удачно: первые двое его соперников были дисквалифицированы, вторые два никогда не претендовали на высокие места и быстро были побеждены. Таким образом Боян Радев вновь подошёл к финальным схваткам с главными конкурентами сохранив силы и имея запас по штрафным баллам. В последней встрече с румыном Мартинеску для болгарского борца было важно выиграть её с любым счётом, но Боян Радев победил чисто и стал двукратным олимпийским чемпионом.
| Круг  | Соперник           | Страна                                    | Результат | Основание                                     | Время схватки |
| ----- | ------------------ | ----------------------------------------- | --------- | --------------------------------------------- | ------------- |
| 1     | Хенк Шенк          | Соединённые Штаты Америки                 | Победа    | Дисквалификация соперника (0 штрафных баллов) | -             |
| 2     | Гюрбюз Лю          | Турция                                    | Победа    | Дисквалификация соперника (0 штрафных баллов) | -             |
| 3     | Петер Ютцеллер     | Швейцария                                 | Победа    | За явным преимуществом (0,5 штрафных баллов)  | -             |
| 4     | Торе Хем           | Норвегия                                  | Победа    | Туше (0 штрафных баллов)                      | 2:49          |
| 5     | Николай Яковенко   | Союз Советских Социалистических Республик | Ничья     | 2,5 штрафных балла                            |               |
| 6     | -                  | -                                         | -         | -                                             | -             |
| Финал | Николае Мартинеску | Румыния                                   | Победа    | Туше (0 штрафных баллов)                      | 4:58          |

Заслуженный мастер спорта Болгарии. В 1964, 1967 и 1968 годах признавался лучшим спортсменом Болгарии. Обладатель «Золотого пояса», награды FILA, принят в Международный зал славы борьбы.
С 1964 года работал в системе КГБ Болгарии младшим офицером разведки, с 1965 года старшим офицером. Позднее стал заместителем руководителя одного из отделов КГБ Болгарии и занимал эту должность до 1991 года.
Боян Радев известен также как коллекционер предметов искусства и меценат, назван дарителем № 1 Национального исторического музея Болгарии. В зале музея, названном в честь имени Бояна Радева, экспонируется коллекция из икон, церковной утвари, скульптур; всего более 170 экспонатов, включая три мраморных портрета времён Римской империи, датированные II-III веками нашей эры. Владелец художественной галереи в Софии, обладатель одной из самых больших коллекций картин на Балканах. 